# Louis Charles d'Estrées

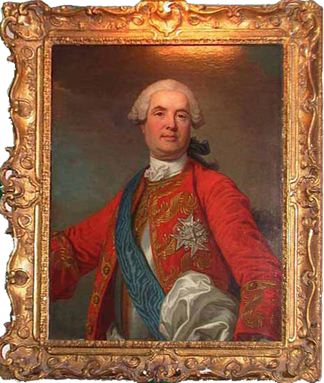
Louis Charles d'Estrées

Louis Charles César de Tellier, Hertig av Estrées, chevalier de Louvois, född 2 juli 1695, död 2 januari 1771, var en fransk hertig och militär. Han var systerson till Victor Marie d'Estrées, Hertig av Estrées, "Maréchal d'Estrées".
Estrées utmärkte sig under fälttåget i Böhmen (1742) och i slaget vid Fontenoy 1745 och slaget vid Rocoux 1746 samt anförde i sjuåriga kriget (1756-63) den franska armén i Hannover, som han erövrade efter segern i slaget vid Hastenbeck 1757 över hertigen av Cumberland. Samma år blev han marskalk, men föll i onåd vid hovet och återkallades. Efter Charles de Rohans snöpliga krigföring återfick d'Estrées befälet vid sidan av denne (1762), men kom för sent för att kunna reparera nederlagen. Han blev hertig 1763. År 1722 hade han varit nära att äkta Marie Leszczynska, sedermera Ludvig XV:s gemål. Han var den siste bäraren av namnet d'Estrées